# AXN (Latinoamérica)
AXN (abreviación de Action eXtreme Network) es un canal de televisión por suscripción latinoamericano de origen estadounidense, propiedad de Sony Pictures Entertainment y distribuido actualmente para la región por Ole Distribution, una empresa formada entre Ole Communications y Warner Bros. Discovery.

## Historia
Fue lanzado el 1 de agosto de 1999 en reemplazo de TeleUno. Su programación se compone de series de acción, policiales, ciencia ficción y misterio.
El canal se lanzó originalmente en Asia con el nombre de Action Extreme Channel, pero para acortar el nombre se utilizó la letra inicial de cada palabra, exceptuando la palabra Extreme, de la que se utilizó la X, y así se formó AXN.
Las sedes latinoamericanas se encuentran en Ciudad de México, México, en Santiago, Chile, en Bogotá, Colombia y en São Paulo, Brasil.